# Canadese federale verkiezingen 2015
De Canadese federale verkiezingen van 2015 werden op 19 oktober 2015 gehouden. De Canadese bevolking stemde toen voor alle 338 zetels van het Lagerhuis, 30 zetels meer dan in 2011 door de bevolkingsaangroei.
De verkiezingscampagne was de langste in de Canadese geschiedenis. De conservatieve premier Stephen Harper ging voor een vierde ambtstermijn. Hij verloor echter tegen de Liberale Partij, die een grote verkiezingsoverwinning boekte. Zowel de Conservatieve Partij als de Nieuwe Democratische Partij gingen fors achteruit.
De opkomst lag met 69,1% duidelijk hoger dan bij alle Canadese federale verkiezingen na 1993.

## Resultaat
|  | Partij                      | Leider         | Stemmen    | Percentage '11 | Percentage '15 | Verschil | Zetels '11 | Zetels '15 | Zetelverschil |
|  | --------------------------- | -------------- | ---------- | -------------- | -------------- | -------- | ---------- | ---------- | ------------- |
|  | Liberale Partij             | Justin Trudeau | 6.930.136  | 18,91%         | 39,47%         | +20,56   | 34         | 184        | +150          |
|  | Conservatieve Partij        | Stephen Harper | 5.600.496  | 39,62%         | 31,89%         | -7,73    | 166        | 99         | -67           |
|  | Nieuwe Democratische Partij | Tom Mulcair    | 3.461.262  | 30,63%         | 19,71%         | -10,92   | 103        | 44         | -59           |
|  | Bloc Québécois              | Gilles Duceppe | 818.652    | 6,04%          | 4,66%          | -1,38    | 4          | 10         | +6            |
|  | Groene Partij               | Elizabeth May  | 605.864    | 3,91%          | 3,45%          | -0,46    | 1          | 1          | =             |
|  | Onafhankelijken/andere      |                |            |                |                |          | 0          | 0          | =             |
|  | Totaal                      |                | 17.559.353 |                |                |          | 308        | 338        | +30           |